# Sonia Terk Delaunay
Sonia Terk Delaunay (in ucraino Соня Терк?, Sonja Terk; Odessa, 14 novembre 1885 – Parigi, 5 dicembre 1979) è stata una pittrice ucraina naturalizzata francese.
È ricordata per essere stata una dei pionieri dell'orfismo e per aver avvicinato l'arte all'artigianato. Nel 1946, con Auguste Herbin, Jean Harp ed altri ha fondato il Salon des réalités nouvelles.

## Biografia
Sonia Delaunay nacque a Odessa, in una famiglia ebrea di umili origini, il 14 novembre del Calendario giuliano (che corrisponde al 1º novembre del Calendario gregoriano), data che fu scelta dalla donna per festeggiare il suo compleanno. Il padre, Elia Stern, estremamente modesto, si trasferì con la famiglia nello Shtetl di Hradyz'sk, un villaggio vicino a Kremenčuk, dove la bambina trascorse i primissimi anni di vita. La madre, Hanna Terk, veniva da una famiglia modesta ma più colta dove il fratello maggiore, Guernrikh chiamato Henri, riuscì a diventare avvocato. Nel 1890 Henri si recò dalla sorella dichiarandosi disposto ad adottare uno dei nipoti, visto che la moglie Anna Zack era sterile. Lo zio impressionato dall’intelligenza della bambina scelse Sonia, anziché uno dei due fratelli, e la bambina partì per San Pietroburgo, lasciando dietro di se dei genitori verso i quali ebbe sempre del risentimento. Il sentimento di abbandono da parte della madre fu qualcosa che la segnò a lungo, anche se le permise di avere una vita nettamente migliore di quella della sua famiglia d'origine. Gli zii erano una coppia unita e particolarmente benestante, visto che la zia era l'unica erede di una banca locale. La zia inoltre era una donna colta che parlava molte lingue, che aveva viaggiato e che amava l'arte. Nonostante l'accoglienza calorosa della zia Sonia ebbe sempre un'avversione per la donna, da alcuni biografi giustificata come proiezione del risentimento per il senso di abbandono provato contro la madre biologica, con cui la zia condivideva anche il nome.
Studiò inizialmente a San Pietroburgo e nel 1903 seguì un corso di disegno a Karlsruhe, in Germania.
Nel 1906 si trasferì a Parigi, dove dipinse opere ispirate a Paul Gauguin e a Vincent van Gogh e dove, nel 1910, sposò il pittore Robert Delaunay.
Già orientata verso una pittura di puro colore, Sonia affiancò il marito nelle ricerche sul colore e sulla rifrazione della luce, in cui l'effetto dinamico è espresso dalle sole modulazioni del colore e della luce che conferiscono all'opera un tono lirico, approdando al movimento chiamato orfismo (o cubismo orfico; termine che deriva da Orfeo, mitico musico della mitologia greca).
Sonia Terk cercò di portare l'orfismo oltre i confini della pittura: a partire dal 1913 realizzò stoffe a contrasti simultanei, creazioni astratte di carta e tessuto e caratteri di stampa per libri a colori simultanei, cioè con rapporti cromatici e caratteri tipografici diversi e con il testo stampato in verticale.
Tra le due guerre, Sonia realizzò i primi vestiti astratti ed affiancò il marito in alcune grandi decorazioni per l'Esposizione universale di Parigi del 1937.
Dominio incontrastato di Sonia rimase però l'arte dell'arazzo e del tessuto, che essa rinnovò profondamente sostituendo alle decorazioni tradizionali dei motivi geometrici di sorprendente intensità cromatica, tipici della sua pittura. Nel 1927, per spiegare il senso della propria opera (i tessuti e gli abiti "simultaines") scrisse "L'Influences de la peinture sur le mode", in cui spiegava "che una tinta che sembra uniforme è formata dall'insieme di una miriade di tinte diverse" è la scomposizione delle tinte in elementi multipli, presi dai colori del prisma. Da questa concezione derivarono abiti fatti sostanzialmente di colori, a cui il taglio semplificato e le fogge diritte offrivano campi perfettamente piani per esprimere al meglio le loro potenzialità di rapporto e interferenza.
Dopo la Seconda guerra mondiale continuò ad esporre nelle principali mostre le sue opere di arte astratta.
Sonia Terk Delaunay morì il 5 dicembre 1979 a Parigi.
Nel mese di marzo 1960, la Galleria d'arte moderna di Torino dedica a Robert e Sonia Delaunay una mostra, in cui compaiono 107 opere dei due artisti. Nel mese di aprile 2006 si è tenuta una mostra dedicata a Sonia Delaunay a Bellinzona in Svizzera (Canton Ticino), presso il Museo Villa dei Cedri. A ottobre 2014 si è inaugurata una sua ampia retrospettiva al Musée d'art moderne de la Ville de Paris di Parigi, con esposizione di circa 400 opere. Nella primavera del 2015 la stessa mostra è stata presentata alla Tate Gallery di Londra.

## Sonia Terk Delaunay nei musei
- MACC, Calasetta